# Superfluidité
La superfluidité est un état de la matière dans lequel celle-ci se comporte comme un fluide dépourvu de toute viscosité.
Découverte en 1937 par Piotr Kapitsa, simultanément avec, semble-t-il, John F. Allen et A. Don Misener, elle a d'abord été décrite comme une propriété de l'hélium (à très basse température) lui permettant de s'écouler à travers des canaux capillaires ou des fentes étroites sans viscosité. Par la suite, le phénomène a trouvé des applications non seulement dans la théorie de l'hélium liquide, mais également en astrophysique, en physique des particules et  dans la théorie quantique des champs.

## Point lambda

Diagramme de phase de l'hélium 4.

Les physiciens mentionnés ci-dessus ont constaté qu'en dessous de la température critique d'environ 2,18 kelvins, (soit −270,97 °C), qui est appelé le point lambda (λ), l'hélium 4 subissait une transition de phase. Il passait d'un état liquide à un autre aux propriétés sensiblement différentes. En effet, l'expérience, confirmée par la suite, montra que ce nouvel état de l'hélium conduisait très bien la chaleur, ce qui ne pouvait s'expliquer que par une faible viscosité.
Des expériences plus spécifiques à la mécanique des fluides montrèrent ensuite que l'écoulement de cet hélium dans un tuyau était sensiblement indépendant de la pression appliquée sur les parois du tuyau. On a également montré que cet écoulement était indépendant de la section du tuyau en question.
Ceci ne pouvait s'expliquer que par une absence totale de viscosité, d'où le nom de superfluidité.
Finalement, un liquide est dit superfluide s’il n'oppose aucune résistance à l'écoulement. En conséquence, les solides qui se meuvent dans le liquide ne subissent aucun frottement visqueux.
Un liquide superfluide placé dans un récipient s'échappe par capillarité en remontant les parois du récipient et en s'écoulant en dessous.

## Propriété d'un superfluide

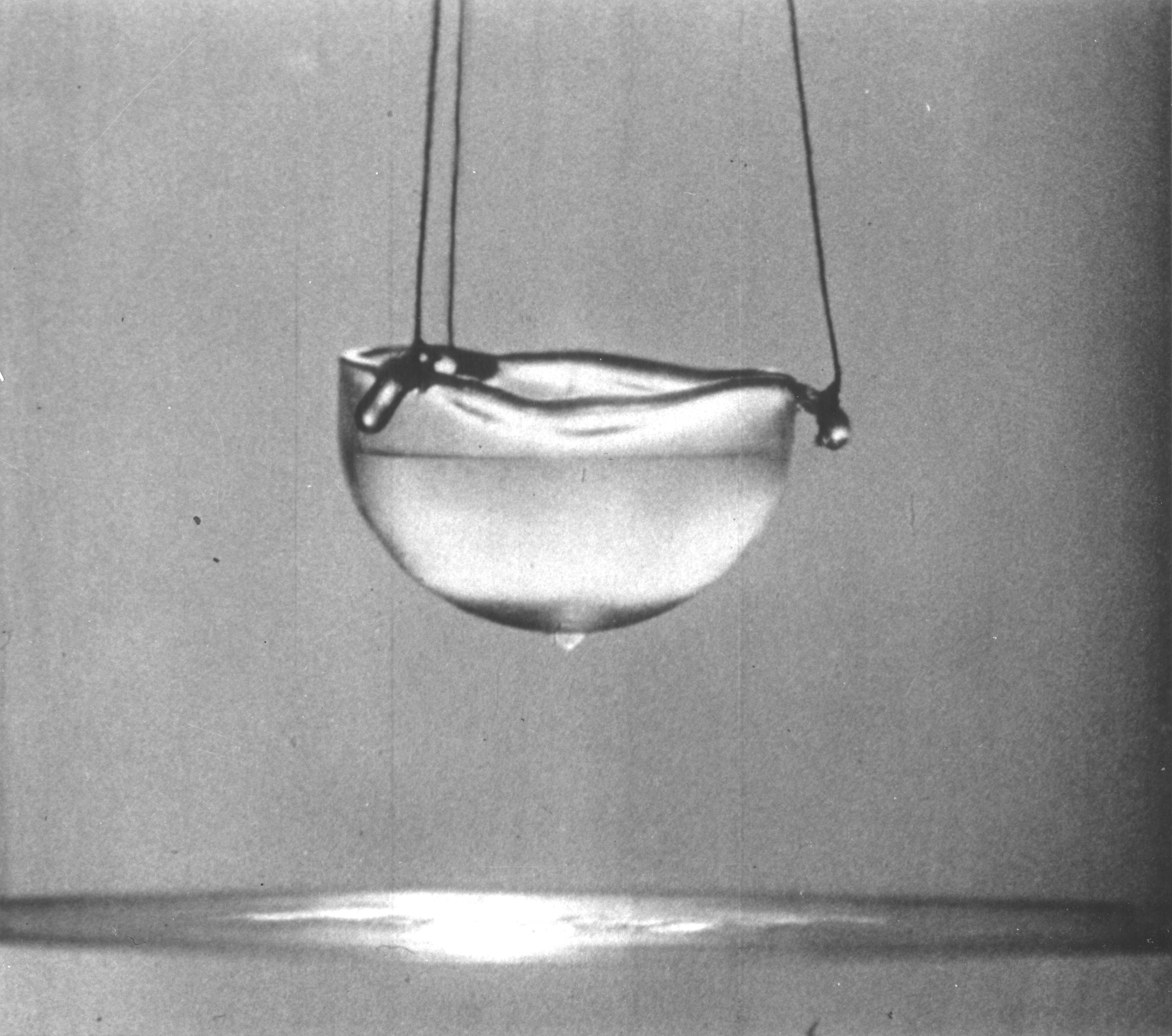
Hélium superfluide : la goutte en dessous du récipient suspendu est formée par le « glissement » (la remontée par capillarité) de l'hélium liquide issu de l'intérieur du récipient le long des parois.

L'hélium II « rampe » le long des surfaces afin de trouver son propre niveau - après un court moment, les niveaux dans les deux conteneurs s'égaliseront. Un film (film Rollin) couvre également le plus grand des récipients. Si le récipient n'était pas scellé, l'hélium II se répandrait et s'échapperait.

D'autres propriétés remarquables d'un superfluide sont l'existence d'une conductivité thermique infinie et la présence de tourbillons possédant une vorticité quantifiée. Du point de vue théorique, on peut décrire l'hydrodynamique d'un superfluide par un modèle à deux fluides : le fluide normal qui possède une viscosité non nulle et le superfluide de viscosité nulle. Lorsque la température diminue, la fraction superfluide augmente et la fraction normale diminue.
En dessous du point λ, l'hélium superfluide acquiert la qualité de supraconducteur de chaleur, c’est-à-dire qu'il ne supporte pas la moindre différence de température entre deux de ses parties. Sans quoi, l'hélium n'est plus exactement un superfluide.

### Modèle des deux fluides
Le modèle des deux fluides  de László Tisza décrit l'hélium superfluide comme, en réalité, l'interpénétration, le mélange, de deux fluides aux propriétés très différentes. Il se composerait d'un fluide normal et d'un superfluide. Le fluide normal se compose d'atomes n'ayant pas subi la condensation. Ils occupent donc des états différents de l'état fondamental et les atomes qui le composent sont donc localisés. Le superfluide, lui, est identifié au condensat. C’est-à-dire que l'ensemble des atomes sont compressés dans l'état fondamental habituel. Contrairement au fluide normal, ses particules sont complètement délocalisées, du point de vue quantique.
Le fait que l'hélium soit composé de ces deux éléments n'est qu'un modèle dont la validité reste à prouver.

## D'autres superfluides
Dans les années 1970, Douglas Osheroff, David M. Lee et Robert C. Richardson ont découvert un état superfluide pour l'isotope rare de l'hélium, l'hélium 3, à une température de 2 mK environ, bien inférieure à la température de transition superfluide mesurée dans l'hélium 4. Pour cette découverte, le prix Nobel de physique leur a été attribué en 1996.
La différence entre les deux isotopes de l'hélium est que les atomes d'hélium 4 sont des bosons, alors que les atomes d'hélium 3 sont des fermions, ce qui fait que leur comportement à très basse température suit des lois radicalement différentes.
Comme l'a suggéré Fritz London dans les années 1940, la formation d'un état superfluide dans l'hélium 4 correspond à une condensation de Bose-Einstein des atomes d'hélium qui sont des particules quantiques bosoniques. Toutefois, contrairement au cas du gaz de Bose idéal, dans l'hélium 4 la répulsion entre les atomes est très forte, et même à très basse température, seulement 10 % des atomes sont dans le condensat.
Au contraire, à cause de son caractère fermionique, l'hélium 3 à très basse température forme un liquide de Fermi. C'est l'existence d'une très faible attraction entre les atomes d'hélium 3 qui produit un appariement des atomes fermioniques d'hélium 3 en dessous de la transition superfluide. Un phénomène similaire conduit à la supraconductivité dans les métaux. Dans ce dernier cas, les particules formant un état superfluide sont des paires d'électrons (paires de Cooper), et l'absence de viscosité se traduit par une absence de résistivité électrique. La théorie des phases superfluides de l'hélium 3 est une extension de la théorie BCS.